# Absolute Duo
Absolute Duo (アブソリュート・デュオ, Abusoryūto Dyuo) est une série de light novels écrite par Takumi Hiiragiboshi avec des illustrations de Yū Asaba. Elle est publiée par Media Factory depuis le 24 août 2012. Deux adaptations en mangas sont publiées depuis mai 2013 et octobre 2014 respectivement, et une adaptation en série télévisée d'animation produite par le studio 8-Bit est diffusée initialement du 4 janvier au 22 mars 2015 sur AT-X et en simulcast dans les pays francophones sur Crunchyroll.

## Synopsis
En ce monde, il existe des armes qui sont la manifestation de l'âme humaine, elles sont appelées Blaze. Notre héros Tôru Kokonoe s'inscrit à l'Académie Kouryou qui enseigne des techniques de combat via un système de partenariat entre élèves appelé Duo et en réussissant les qualifications, il intégra l'Académie mais pour une raison inconnue son Blaze n'est pas une arme, mais un bouclier. Il aura par la suite pour partenaire une magnifique jeune fille aux cheveux argentés nommée Julie Sigtuna.

## Personnages

### Personnages principaux
Tôru Kokonoe (九重 透流, Kokonoe Tōru)
Voix japonaise : Yoshitsugu Matsuoka
Tôru est un élève spécial car il est un irrégulier. En effet, il n'a pas une arme comme ses autres camarades de classe mais un bouclier, ce qui l'avantage pour la défense. Il a pour but de venger la mort de membres de sa famille. Il revoit souvent un rêve d'un de ses amis qui tue sa sœur parce qu'il est faible. Si Tôru a voulu s'inscrire à ce collège, c'est pour devenir plus fort pour se venger de cette personne qui a tant fait souffrir sa famille. Il tient beaucoup à Julie et veut à tout prix la protéger, comme il aurait voulu le faire pour sa sœur.
Julie Sigtuna (ユリエ・シグトゥーナ, Yurie Shigutūna)
Voix japonaise : Nozomi Yamamoto
Jeune élève dans la classe de Tôru et également sa partenaire (ou Duo). Très bonne étudiante, elle est néanmoins souvent dans la lune. Elle met souvent Toru dans l'embarras involontairement. Son Blaze est constitué de deux lames puissantes qu'elle sait bien maîtriser. Comme Tôru, elle semble avoir souffert durant son enfance et possède une longue cicatrice sur son dos. Elle est très proche de son partenaire, le considérant comme un père (voir plus ?).
Tomoe Tachibana (橘 巴, Tachibana Tomoe)
Voix japonaise : Ayaka Suwa
Colérique, elle semble dérangée de la relation proche entre Tôru et Julie. Elle le traite souvent de satyre et de pervers. Elle est en duo avec Miyabi et agit de façon très protectrice envers elle, l'aidant énormément à gagner confiance en elle. Le Blaze de Tomoe est une dague à corde qui la rend redoutable à longue comme à courte portée. Ayant grandi dans un milieu militaire, elle a développé une discipline de fer et un certain talent de stratége.
Miyabi Hotaka (穂高 みやび, Hotaka Miyabi)
Voix japonaise : Ayaka Imamura
Très gênée surtout envers les garçons et à cause de sa forte poitrine. Elle développe de forts sentiments envers Tôru grâce auquel elle réussit à gagner confiance en elle et à dépasser ses limites. Elle finira par lui avouer son amour et lui demandera de sortir avec elle mais celui-ci refusera, disant qu'il est faible et qu'il ne pourra la protéger. Elle est en duo avec Tomoe et a pour Blaze une gigantesque et redoutable lance.
Lilith Bristol (リーリス・ブリストル, Rīrisu Burisutoru)
Voix japonaise : Haruka Yamazaki
Surnommée « l’Exception », elle a un Blaze en forme de fusil. Cela serait dû à son enfance, où elle était passionnée par la chasse, et s'entraînait dès son plus jeune âge à monter les pièces d'un fusil. Venue d'Angleterre dans le seul but de convaincre Tôru d'être son partenaire, cette fille richissime utilise tous les moyens pour se faire remarquer. Elle est amoureuse de Tôru et est persuadée qu'il deviendra son mari.

### Autres personnages
Sakuya Tsukumo (九十九 朔夜, Tsukumo Sakuya)
Voix japonaise : Yui Horie
C'est la directrice du collège de Tôru. On lui donne beaucoup de surnoms qui inquiètent les élèves, tels que Gamine, ≪ Blaze Diabolica ≫ et sorcière. Elle possède l'apparence d'une fillette de douze ans, mais sa réelle identité ainsi que l'étendue de ses pouvoirs est inconnue. Il semble qu'elle dédie sa vie à la création de l'Absolute Duo.
Rito Tsukimi (月見 璃兎, Tsukimi Rito)
Voix japonaise : Yukari Tamura
Elle est la professeur des premières années. D'une nature extérieure plutôt loufoque et mignonne avec son déguisement de lapin, elle révèle un tempérament à la fois sadique et jovial, autant protectrice qu'impitoyable, ainsi que des capacités surpuissantes. Il semble que son jugement du mal et du bien soit manquant, ce qui l'amène à prendre des décisions surprenantes. Elle prend par ailleurs beaucoup de plaisir à mettre Tôru dans l'embarras. Son Blaze est une épée-fouet.
Imari Nagakura (永倉 伊万里, Nagakura Imari)
Voix japonaise : Haruka Tomatsu
Elle est la première personne que Tôru rencontre à son arrivée au lycée. Elle est malheureusement éjectée au cours du premier test d'admission, et ne réapparaitra que plus tard dans la série. Son Blaze prend la forme d'un sabre.
Tora (トラ, Tora)
Voix japonaise : Natsuki Hanae
Ami d'enfance de Tôru, il est également le partenaire de Tatsu. Il est persuadé que l'académie le manipule, lui et tous les autres élèves, comme des rats de laboratoires. Sceptique et assez froid, il est cependant digne de confiance et courageux. Son Blaze est une dague de poing.
Tatsu (タツ, Tatsu)
Voix japonaise : Yoshihisa Kawahara
Partenaire de Tora, Tatsu ne parle pas, se contentant de s'exprimer avec ses muscles. Il possède une force prodigieuse, et son Blaze prend la forme d'une lance.

## Light novel
La série de light novels est écrite par Takumi Hiiragiboshi et illustrée par Yū Asaba. Le premier volume relié est publié le 24 août 2012 par Media Factory, et onze tomes sont commercialisés au 25 juillet 2016.

## Manga
Une première adaptation en manga dessinée par Shin'ichirō Nariie est publiée depuis le 27 mai 2013 dans le magazine Monthly Comic Alive. Le premier volume relié est publié par Media Factory le 22 novembre 2013 et quatre tomes sont commercialisés au 23 septembre 2017.
Une seconde adaptation, Absolute Duo Tea Party, dessinée par Tōru Oiwaka est publiée depuis le 27 octobre 2014 dans le magazine Monthly Comic Alive. Il s'agit d'une série dérivée de l'œuvre originale.

## Anime
L'adaptation en série télévisée d'animation est annoncée en juillet 2014. Elle est produite au sein du studio 8-Bit avec une réalisation de Atsushi Nakayama, un scénario de Takamitsu Kōno et des compositions de Atsushi Hirasawa. Elle est diffusée initialement le 4 janvier 2015 sur AT-X. Dans les pays francophones, la série est diffusée en simulcast par Crunchyroll.

### Liste des épisodes
| No | Titre en français                               | Titre original                                         | Date de 1re diffusion |
| -- | ----------------------------------------------- | ------------------------------------------------------ | --------------------- |
| 1  | Les crocs de feu / Blaze                        | 焔牙/ブレイズ Homura kiba/Bureizu                      | 4 janvier 2015        |
| 2  | Le lien des deux lames / Duo                    | 絆双刃/デュオ Kizuna sōba / Dyuo                       | 11 janvier 2015       |
| 3  | Celui qui veut sa vengeance / Avenger           | 復讐者/アヴェンジャー Fukushū-sha / Avenjā             | 18 janvier 2015       |
| 4  | Spécial / Exception                             | 特別/エクセプション Tokubetsu                          | 25 janvier 2015       |
| 5  | Le rang sublimé / Level up                      | 位階昇華/レベルアップ Reberuappu                       | 1er février 2015      |
| 6  | Une bataille pour survivre / Survival           | 生存闘争/サバイブ Sabaibu                              | 8 février 2015        |
| 7  | Boucles d’argent et boucles d’or / Silver Blond | 銀色の髪, 黄金色の髪 Gin'iro no kami ōgonshoku no kami | 15 février 2015       |
| 8  | Annonce de résultats / Selection                | 品評会/セレクション Hinpyō-kai                         | 22 février 2015       |
| 9  | L’escadron du génocide des dieux / Rebel        | 神滅部隊／リベールス Ribērusu                          | 1er mars 2015         |
| 10 | La soirée des sept Sepher / Rain Conference     | 七芒夜会/レインカンファレンス Reinkanfarensu           | 8 mars 2015           |
| 11 | Jeu de massacre / Killing Game                  | 殺破遊戯/キリングゲーム Kiringugēmu                    | 15 mars 2015          |
| 12 | Absolute Duo                                    | 絶対双刃/アブソリュート・デュオ Abusoryūto Dyuo        | 22 mars 2015          |

### Musique
| Début    | Début         | Début         | Fin      | Fin                                   | Fin                              |
| Épisodes | Titre         | Artiste       | Épisodes | Titre                                 | Artiste                          |
| -------- | ------------- | ------------- | -------- | ------------------------------------- | -------------------------------- |
| 1 –      | Absolute Soul | Konomi Suzuki | 1 - 3    | Believe x Believe                     | Nozomi Yamamoto                  |
| 1 –      | Absolute Soul | Konomi Suzuki | 4 - 7    | Apple Tea no Aji (アップルティーの味) | Nozomi Yamamoto, Haruka Yamazaki |
| 1 –      | Absolute Soul | Konomi Suzuki | 8 - 10   | 2/2                                   | Ayaka Imamura, Ayaka Suwa        |